# П'єве-Порто-Мороне
П'єве-Порто-Мороне (італ. Pieve Porto Morone) — муніципалітет в Італії, у регіоні Ломбардія, провінція Павія.
П'єве-Порто-Мороне розташовані на відстані близько 440 км на північний захід від Рима, 45 км на південний схід від Мілана, 24 км на схід від Павії.
Населення — 2701 особа (2014).

## Демографія
Населення за роками:

Станом на 1 січня 2023 року в муніципалітеті офіційно проживало 385 іноземців з 37 країн, серед них 145 громадян країн Євросоюзу та 17 громадян України.

## Сусідні муніципалітети
- Арена-По
- Бадія-Павезе
- Кастель-Сан-Джованні
- Коста-де'-Нобілі
- Монтічеллі-Павезе
- Санта-Кристіна-е-Біссоне
- Цербо